# Пинчот, Розамонд
Розамонд Пинчот (англ. Rosamond Pinchot; 26 октября 1904, Нью-Йорк, Нью-Йорк — 24 января 1938, Старый Бруквилл, Нью-Йорк) – американская актриса
, светская львица.

## Биография
Родилась в семье богатого юриста и политика. Её дядей был политик  Гиффорд Пинчот. Двоюродная сестра Эди Седжвик.
Получила образование  в Chapin School на Манхэттене. 
Когда ей было девятнадцать, её обнаружил театральный продюсер Макс Рейнхардт. Дебютировала на Бродвее в 1924 году в пьесе «Чудо». Ее выступление получило восторженные отзывы, а её назвали «самой красивой женщиной Америки».
В течение следующих четырех лет сыграла ещё в нескольких успешных спектаклях.
В 1928 году вышла замуж за драматурга Уильяма Гастона, который ранее был женат на актрисе Кэй Фрэнсис. У пары было двое сыновей – Уильям и Джеймс. Розамонд перестала выступать и сосредоточилась на детях и семье. 
Супруги расстались в 1933 году, но брак не расторгали. Розамонд сняла большой пятнадцатикомнатный дом в Старом Бруквилле, где жила со своими детьми. У нее было много известных друзей, включая Элеонору Рузвельт и Дороти Хейл.
В 1935 году Розамонд сыграла королеву Анну в фильме «Три мушкетера».
В 1936 году вернулась на Бродвей. Влюбилась в театрального режиссёра  Джеда Харриса, но была убита горем, когда он ушёл от неё. 
24 января 1938 года покончила жизнь самоубийством, отравившись выхлопными газами.  Её тело, одетое в белое вечернее платье, было обнаружено на переднем сиденье её автомобиля.
Розамонд оставила две предсмертные записки, но они так и не были никогда обнародованы.
Похоронена в Милфорде (Пенсильвания).